# Duncan Mackinnon

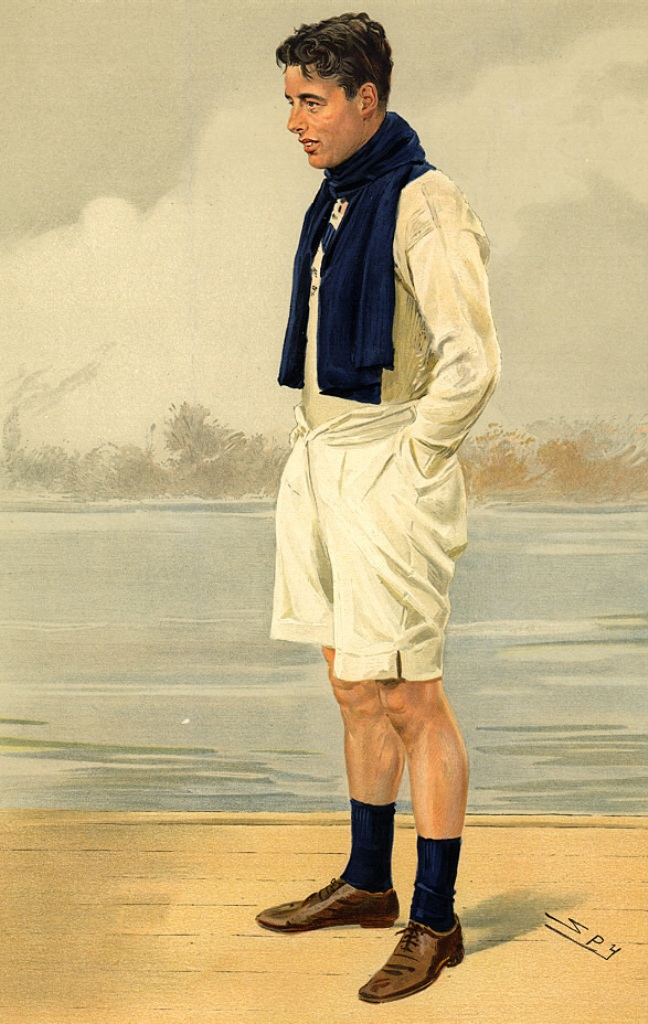
Zeichnung von Mackinnon in The World, 1910

Duncan Mackinnon (* 29. September 1887 in Paddington; † 9. Oktober 1917 in Ypern) war ein britischer Ruderer.
Duncan Mackinnon war von der Rugby School ans Magdalen College der Universität Oxford gewechselt. Bei den Ruderwettbewerben der Olympischen Spiele 1908 erreichte der Vierer ohne Steuermann des Magdalen College in der Besetzung Collier Cudmore, James Angus Gillan, Duncan Mackinnon und John Somers-Smith durch einen Sieg über das kanadische Boot das Finale. Im Finale lag zunächst das Boot des Leander Club in Führung, letztlich siegte der Vierer des Magdalen College aber sicher mit eineinhalb Bootslängen Vorsprung.
Von 1909 bis 1911 ruderte Mackinnon dreimal beim Boat Race im siegreichen Boot aus Oxford. Insgesamt gewann er sechsmal bei der Henley Royal Regatta. Nach seinem Studienabschluss war er im Familienunternehmen in Kalkutta tätig. Zu Beginn des Ersten Weltkriegs kehrte er nach England zurück und gehörte zunächst zu den Royal North Devon Hussars. Später wurde er zu den Scots Guards versetzt. Mackinnon fiel in der Dritten Flandernschlacht.